# Ognevia sergii
Ognevia sergii är en insektsart som beskrevs av Ikonnikov 1911. Ognevia sergii ingår i släktet Ognevia och familjen gräshoppor. Inga underarter finns listade i Catalogue of Life.